# Хуналд II (Аквитания)
Хуналд II или Хунолд II (на латински: Hunald II, Hunold II, † 769) е херцог на Аквитания (767 – 769).

## Биография
Предполага се, че той е върналият се от манастира Хуналд I. Предполага се също, че е син на херцог Вайфар и съпругата му Адела, дъщеря на херцог Луп II от Гаскона.
През 769 г. Карл Велики отново напада Аквитания срещу въстаналия Хуналд II, който бяга при Луп в Гаскона.